# Wind Rose
Wind Rose ist eine italienische Power-Metal-Band aus Pisa. Die Band hat bisher sechs Studioalben veröffentlicht, die meist auf den Werken von J.R.R. Tolkien basieren.

## Bandgeschichte
2009 gegründet, erschien ein paar Monate später eine EP namens Demo 2010, die gute Kritiken erhielt. Mit dieser EP wurde die Band bei Bakerteam Records (eine Tochter von Scarlet Records) unter Vertrag genommen. Dort erschien am 28. August 2012 ihr Debütalbum Shadows Over Lothadruin. Zwischen 2013 und 2014 trat die Band im Vorprogramm von unter anderem Wintersun, Eluveitie, Ensiferum, Finntroll und Epica auf. 2013 stieg außerdem Cristiano Bertocchi als Bassist in die Band ein, der vorher bei Labyrinth und Vision Divine gespielt hatte. 2015 erschien ihr zweites Album Wardens of the West über Scarlet Records. Für das 2017er Album Stonehymne unterschrieb die Band bei Inner Wound Recordings. Unter anderem durch die Videos zu To Erebor und The Wolve's Call wurden sie bekannter. Die Band trat unter anderem in der Folge auf dem Bloodstock und dem Masters of Rock auf.
Bekannt wurde die Band durch eine Coverversion des bereits viral gewordenen Minecraft-Songs Diggy Diggy Hole von Yogscast. Der Song erschien als erste Single für ihre neue Plattenfirma Napalm Records, das zugehörige Album Wintersaga wurde am 27. September 2019 veröffentlicht. Es erreichte in den deutschen Albumcharts Platz 83. Diggy Diggy Hole entwickelte sich auch in der Wind Rose Version zum viralen Hit. Das zugehörige YouTube Musikvideo wurde über 50 Millionen Mal angesehen und ist damit eines der meistgesehenen Videos von Napalm Records. 2020 wurde auch ein Dance Remix von Diggy Diggy Hole veröffentlicht. 2022 erschien das fünfte Album Warfront, im selben Jahr trat die Band auch auf dem Wacken Open Air auf. 2024 tourte Wind Rose als Vorband bei den Wolfsnächten und spielte vor Hammerfall und Powerwolf. 
Am 4. Oktober 2024 brachte die Band das sechste Album Trollslayer heraus, welches mit einer Tourankündigung für das folgende Jahr erschien. Ähnlich wie Diggy Diggy Hole ist auf diesem Album auch ein auf einem Videospiel basierendes Lied names Rock and Stone enthalten. Der Titel geht auf das Spiel Deep Rock Galactic zurück, in dem diese Phrase anderen Spielern oft zugerufen wird.

## Diskografie
Studioalben
- 2012: Shadows over Lothadruin (Bakerteam Records)
- 2015: Wardens of the West Wind (Scarlet Records)
- 2017: Stonehymn (Inner Wound Recordings)
- 2019: Wintersaga (Napalm Records)
- 2022: Warfront (Napalm Records)
- 2024: Trollslayer (Napalm Records)

Singles
- 2017: The Returning Race
- 2019: Diggy Diggy Hole
- 2019: Drunken Dwarves
- 2019: Wintersaga

Demos
- 2010: Demo 2010